# Dupuy de Lôme (1890)
Dupuy de Lôme – francuski krążownik pancerny z końca XIX wieku, jedyny okręt swojego typu. Pierwszy francuski krążownik pancerny, uważany także za pierwszą dojrzałą konstrukcję krążownika pancernego na świecie. Projektowany był przede wszystkim z myślą przeciwstawienia się brytyjskiej żegludze, ale nigdy nie został użyty w walce. Został sprzedany Peru w 1912 roku i przemianowany na Commandante Aguirre, lecz ostatecznie nie wszedł do służby peruwiańskiej. W 1919 roku sprzedano go do Belgii i przebudowano na statek handlowy o nazwie Peruvier. Po krótkiej eksploatacji, został złomowany. Nazwa zapisywana była także: „Dupuy-de-Lôme”.
„Dupuy de Lôme” wprowadził nowość w postaci pełnego opancerzenia burt w części nadwodnej i w trakcie budowy budził dużą sensację wśród specjalistów morskich. Innymi nowoczesnymi rozwiązaniami było uzbrojenie główne w postaci długolufowych armat, w całości umieszczone w wieżach (dwie armaty kalibru 194 mm i sześć armat kalibru 164 mm) oraz brak pomocniczego ożaglowania. Budowa okrętu, rozpoczęta w 1888 roku, przeciągnęła się do prawie siedmiu lat z powodu problemów z kotłami.

## Geneza projektu
U genezy powstania krążownika „Dupuy de Lôme” stała rywalizacja francusko-brytyjska. Przez większą część XIX wieku Francja upatrywała Wielką Brytanię jako głównego potencjalnego przeciwnika i z myślą o tym były kształtowane jej siły morskie. Z powodu znacznej różnicy potencjałów marynarek obu państw, jak również polegania Wielkiej Brytanii na handlu morskim, jednym ze sposobów walki miała być wojna krążownicza (rajderska), polegająca na niszczeniu statków brytyjskich na liniach komunikacyjnych. Idea budowy krążowników poszukujących i niszczących statki na oceanach, w dużej odległości od Wysp Brytyjskich, nie była nowa – według tej koncepcji powstały np. francuskie krążowniki pancernopokładowe „Sfax”, „Tage” i „Amiral Cécille”, a także rosyjski krążownik pancerny „Ruryk”. Zadania te wymagały jednak okrętów o dużym zasięgu i wysokiej prędkości, aby móc w razie konieczności uciec przed brytyjskimi krążownikami, stąd musiały one być duże i drogie w budowie, aby pomieścić duży zapas węgla i mocne siłownie. Admirał Aube, który w latach 1886–1887 zajmował stanowisko ministra marynarki, twórca koncepcji tzw. młodej szkoły, zaproponował odmienne podejście: aby zwalczać brytyjską żeglugę w pobliżu Wysp Brytyjskich i na Morzu Śródziemnym. Zaletami takiej koncepcji było to, że rajdery mogły mieć mniejszy zapas węgla, a co za tym idzie, wielkość, oraz że łatwiej było przechwycić statki w pobliżu ich portów docelowych. Wymagało to jednak powstania nowych okrętów – szybkich na tyle, by móc uciec przed przeważającymi siłami i posiadających dobre opancerzenie siłowni, aby nie utraciły możliwości ucieczki w razie starcia.
Drugim czynnikiem wpływającym na projekt późniejszego „Dupuy de Lôme” był rozwój artylerii okrętowej. W połowie lat 80. XIX wieku pojawiły się na jej uzbrojeniu pociski elaborowane skuteczniejszymi materiałami wybuchowymi, jak melinit, które mogły być wystrzeliwane z dział średniego kalibru i czynić spustoszenie w nieopancerzonych częściach kadłubów nawet ciężkich okrętów. Dlatego Rada Prac marynarki (Conseil des travaux de la marine) w 1886 roku nakazała skonstruowanie nowego typu krążownika, o lepszej ochronie pancernej kadłuba, niż krążowniki pancernopokładowe lub budowane w innych krajach krążowniki z wąskim pasem pancernym. Po ustąpieniu admirała Aube ze stanowiska ministra marynarki, jego następca Édouard Barbey anulował w czerwcu 1887 roku znakomitą większość zamówień poczynionych przez poprzednika. Jednak frakcja zwolenników „młodej szkoły” była na tyle silna, że przyszłego „Dupuy de Lôme” nie objęły redukcje. Korzystając z możliwości pozyskania środków finansowych z nadzwyczajnego budżetu na rozwój floty, 20 lipca 1887 roku Rada sprecyzowała wymagania na konstrukcję krążownika, uzbrojonego w dwa działa kalibru 194 mm i sześć dział 164 mm nowej konstrukcji, opancerzonego w części nadwodnej płytami grubości 100 mm. Wymagania co do prędkości maksymalnej ustalono na 20 węzłów przy wymuszonym ciągu w kotłach i 17,5 w. przy ciągu naturalnym.
Głównym konstruktorem krążownika został Louis de Bussy (będący jednym z członków Rady Prac). Projekt wstępny okrętu o wyporności 6296,26 ton powstał już do października 1887 roku. Uzbrojenie główne zostało w nim nietypowo rozmieszczone: dwa działa 194 mm zostały umieszczone w barbetach na śródokręciu, rozsuniętych na burty, z teoretyczną możliwością strzelania wprost do przodu i tyłu przez obie armaty. Sześć dział 164 mm zostało natomiast rozmieszczone w dwóch trzydziałowych grupach na dziobie i rufie, z tego środkowe działo wyżej w barbecie, a dwa boczne w kazamatach. W ten sposób w większości kierunków mogło strzelać ogółem 5 dział. Konstruktor zdecydował się na napęd trzyśrubowy, z tego przy prędkości ekonomicznej miała pracować tylko śruba środkowa, dla zwiększenia zasięgu pływania. Okręt otrzymał nazwę na cześć wybitnego francuskiego inżyniera okrętowego Henriego Dupuy de Lôme (1816–1885), konstruktora m.in. okrętów „Napoléon” i „Gloire”. Jego nazwa zapisywana bywała także, zwłaszcza w starszych źródłach, jako „Dupuy-de-Lôme”.

## Budowa
Zamówienie na budowę okrętu złożono 26 listopada 1887 roku. Stępkę pod budowę położono uroczyście 4 lipca 1888 roku w Arsenale w Breście. Wkrótce po rozpoczęciu budowy Ministerstwo Marynarki zdecydowało zlecić stoczni dokonanie zmian w projekcie, polegających na umieszczeniu artylerii głównej obu kalibrów w wieżach. Kadłub wodowano 27 października 1890 roku. W kolejnym roku prowadzono wyposażanie okrętu i montaż siłowni. Maszyny główne i wytwarzające dla nich parę kotły cylindryczne wykonywała firma Ateliers et Chantiers de la Loire. 1 kwietnia 1892 roku marynarka wcieliła okręt do prób morskich. W ich toku pojawiły się jednak problemy związane z mechanizmami napędowymi, opóźniające znacznie jego wejście do służby.
Już podczas pierwszej próby kotłów 20 czerwca 1892 roku doszło do pęknięcia płomieniówki w kotle i wydmuchu pary przez palenisko, na skutek czego oparzenia odniosło 16 ludzi. Przeróbki kotłów przez producenta zajęły prawie rok i próby wznowiono dopiero 3 maja 1893 roku. Od 16 maja prowadzono próby artylerii. Podczas dalszych prób okazało się, że maszyny okrętu nie mogą zapewnić projektowej mocy i prędkości, przez co kilkakrotnie modyfikowano średnicę i skok śrub napędowych. 19 października 1893 roku doszło do dwóch wypadków w kotłowni, w których zginęło kilku palaczy. Między listopadem tego a kolejnego roku okręt był naprawiany. W lutym 1894 roku ujawniła się też konieczność remontu palenisk w kotłach, które ulegały deformacji; przy tym zdecydowano się zmniejszyć ich średnicę dla zwiększenia wytrzymałości. Próby wznowiono 25 stycznia 1895 roku, przy czym dla uniknięcia dalszych deformacji marynarka zdecydowała ograniczyć maksymalne ciśnienie pary w kotłach, a tym samym poprzestać na niższej prędkości. Podczas prób 2 kwietnia okręt rozwinął prędkość maksymalną 19,73 węzła przy mocy indykowanej 13 186 KM. Ostatecznie 15 maja 1895 roku „Dupuy de Lôme” został przyjęty do służby. Łącznie z przeróbkami, koszt okrętu wyniósł 13 597 097 franków.

## Opis

### Ogólna architektura

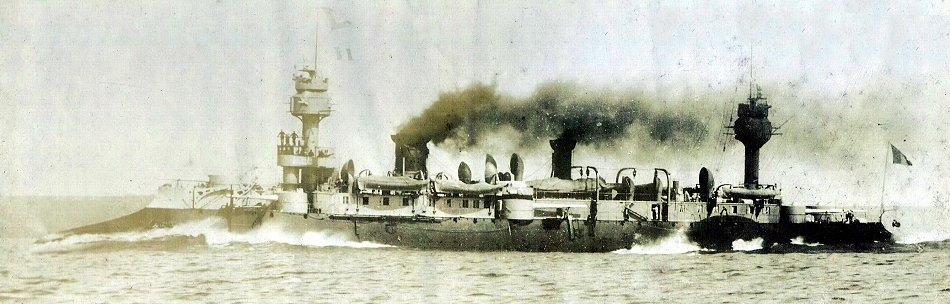
„Dupuy de Lôme” podczas prób w 1895 roku

„Dupuy de Lôme” odznaczał się wysoce oryginalną sylwetką, będącą głównie wynikiem nietypowych kształtów kadłuba, rozmieszczenia artylerii i masztów bojowych. Jego architektura była awangardowa w tamtym czasie, w szczególności w zakresie rozmieszczenia uzbrojenia i rezygnacji z ożaglowania. Zawierała jednak także rozwiązania typowe dla francuskich okrętów końca XIX wieku, które szybko zaczęły wyglądać archaicznie, jak długa taranowa dziobnica w formie pługa i silne dośrodkowe pochylenie burt. Wyjątkowo długi – 9-metrowy fałszywy taran nie miał w rzeczywistości służyć do walki, lecz celem takiego rozwiązania było zmniejszenie ciężaru części dziobowej i uzyskanie dobrej dzielności morskiej, zwłaszcza przy znajdującym się na dziobie ciężkim uzbrojeniu i ostrych liniach kadłuba. Dalszymi zaletami było skrócenie pokładu dziobowego, mogącego ulegać deformacjom od podmuchów przy strzelaniu z dział na wprost, oraz zmniejszenie powierzchni burt wymagającej opancerzenia. Mniej typowe było zastosowanie rufy o podobnym kształcie, opadającej łagodnie do wody i również pozwalającej na skrócenie pokładu za rufową grupą dział.
Tuż za dziobnicą znajdowała się wieża działa 164 mm, podniesiona o jeden poziom względem pokładu górnego, a za nią dwie takie same wieże na pokładzie górnym, rozsunięte na burty. Wylot lufy dziobowego działa znajdował się praktycznie na równi z końcem pokładu dziobowego. Zaraz za dziobową grupą wież znajdowała się niewielka nadbudówka dziobowa, obejmująca pancerną wieżę dowodzenia i, nad nią, mostek nawigacyjny ze sterówką i odkrytymi skrzydłami. Z bryły nadbudówki wyrastał masywny maszt bojowy o kształcie buławy, a drugi taki sam maszt znajdował się na rufie. Charakterystyczny był także układ kominów: początkowo okręt miał dwa szeroko rozstawione proste kominy na śródokręciu, z tego pierwszy był szeroki (po modernizacji w 1906 otrzymał trzy kominy). Na pokładzie górnym w rejonie środka długości okrętu były umieszczone dwie wieże dział 194 mm, rozsunięte ku burtom, a na rufie była grupa trzech wież dział 164 mm w układzie trójkąta (dwie na burtach).

### Kadłub

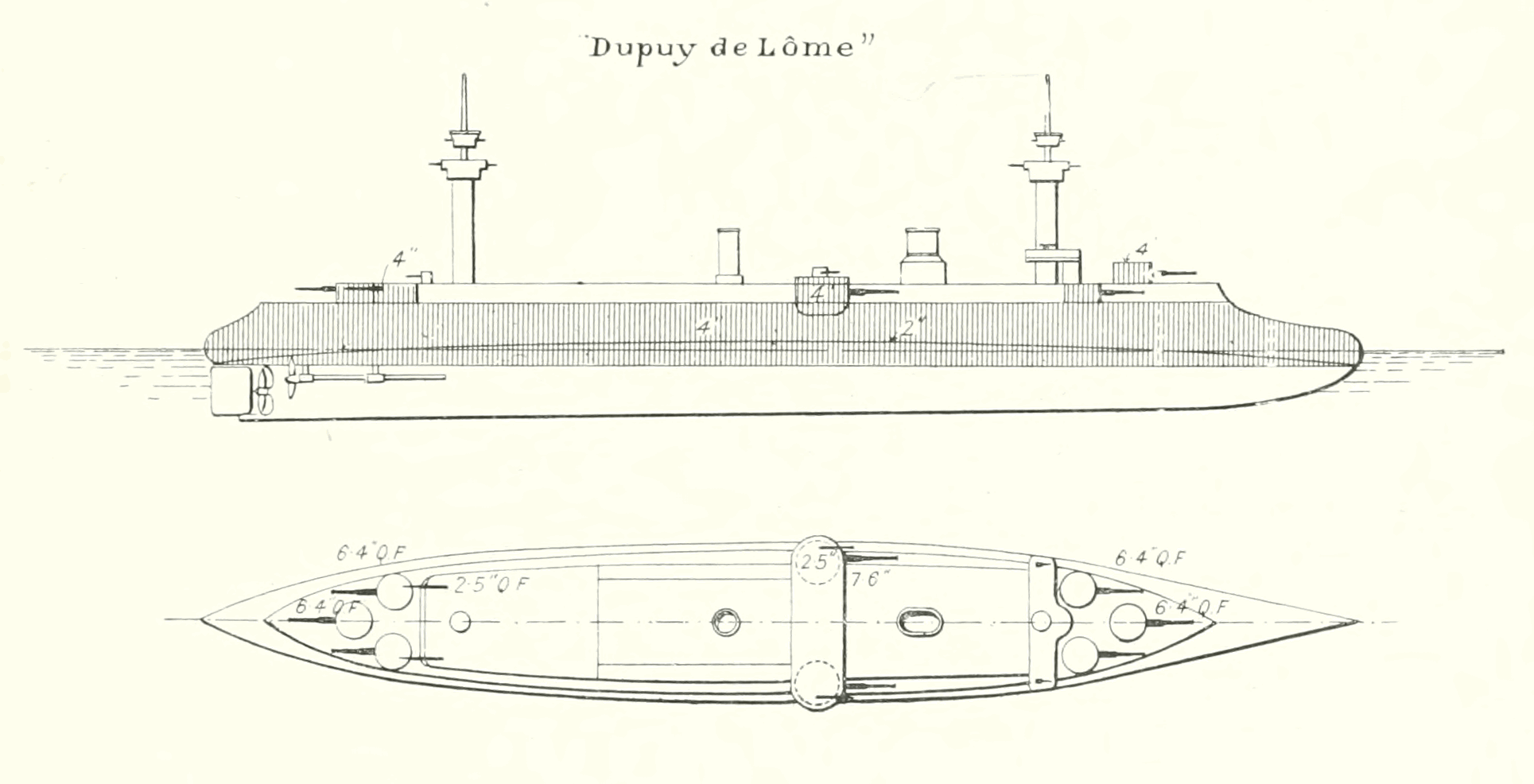
Przybliżony szkic „Dupuy de Lôme” (opancerzenie zakreskowane)

Dla osiągnięcia dużej prędkości „Dupuy de Lôme” miał wysmukły kadłub, o ostrych liniach części podwodnej i stosunku długości do szerokości wynoszącym 7,19. Na rufie zanurzenie było większe, niż na dziobie (7,87 m wobec 6,7 m), co było korzystne dla własności morskich okrętu. Jego dzielność morska w początkowej postaci była oceniana jako bardzo dobra, zwłaszcza płynąc naprzeciw fali; jedynie przy bocznej fali wadą były silne przechyły. Przechyły udało się w toku opisanych dalej modernizacji ograniczyć, lecz ostatnia modernizacja pogorszyła dzielność morską. Ujemną stroną wysmukłego kadłuba i dążenia do utrzymania możliwie małej wyporności była ciasnota, jak również zbyt lekka konstrukcja. Kadłub był gładkopokładowy, z wyjątkiem krótkiego podniesionego fragmentu na samym dziobie (półbaku), przed wieżą działa. Wysokość burt nad linią wodną wynosiła na śródokręciu 4 m, a jedynie na dziobie sięgała 6,6 m. Optycznie jednak kadłub na większości długości podwyższały ciągłe nadburcia, ciągnące się od półbaku aż do nadbudówki rufowej, położonej przed wieżami rufowymi. Z wyjątkiem półbaku oraz nadbudówki rufowej, zajmującej całą szerokość pokładu, nadburcia rozciągały się na mniejszą szerokość od pokładu, tworząc „półkę”, na której umieszczone były burtowe wieże dział.
Długość okrętu, zarówno całkowita, jak i na linii wodnej i między pionami wynosiła 113,98 m, a szerokość 15,7 m. Wyporność normalna wynosiła po zbudowaniu 6405,6 ton, a w 1906 roku 6910,7 ton. Podawana jest też wartość wyporności pełnej po wejściu do służby 6676 ton (zapewne angielskich).
Kadłub był konstrukcji stalowej, zbudowany był w poprzecznym systemie wiązań i miał 88 głównych wręg, rozstawionych co 1,2 m. Dzielił się 12 grodziami poprzecznymi na 13 głównych przedziałów wodoszczelnych, podzielonych na mniejsze. Kadłub miał podwójne dno i na zewnątrz drewniany fałszywy kil zewnętrzny, w celu ochrony przed uszkodzeniami na mieliźnie. Okręt miał trzy ciągłe pokłady na całą długość kadłuba – górny, mieszkalny i pancerny. Pewną ochronę burt stanowiły hermetyczne przedziały – koferdamy, rozciągające się na całą długość okrętu wzdłuż burt ponad pokładem pancernym na wysokość 1 m nad linię wodną. Miały one szerokość 70–80 cm i były puste w środku – prawdopodobnie w celu ograniczenia wyporności zrezygnowano z pierwotnych planów wypełnienia ich celulozą, pęczniejącą w wodzie w razie przebicia (wiele publikacji podaje mimo to informacje o wypełnieniu koferdamów celulozą). Za tylną ścianą koferdamów w głębi kadłuba, znajdował się korytarz, a dalej, między pokładem pancernym a mieszkalnym, utworzone były dalsze przedziały wodoszczelne, zawierające głównie różne zapasy. Wskutek ciasnoty, kabiny dowódcy i pierwszego oficera i mesę oficerską umieszczono w nadbudówce rufowej, a nie w tradycyjnym miejscu na rufie w kadłubie.
Krążownik nie nosił ożaglowania, natomiast był wyposażony w dwa charakterystyczne maszty w formie cylindrów o dużej średnicy (1,72 m), z kręconymi schodami i windą do amunicji wewnątrz. Na masztach znajdowały się po dwa bojowe marsy uzbrojone w działa 47 mm (dolny zakryty mars na wysokości 16,8 m i górny częściowo zakryty na wysokości 19,8 m) oraz platforma obserwacyjna.

### Uzbrojenie

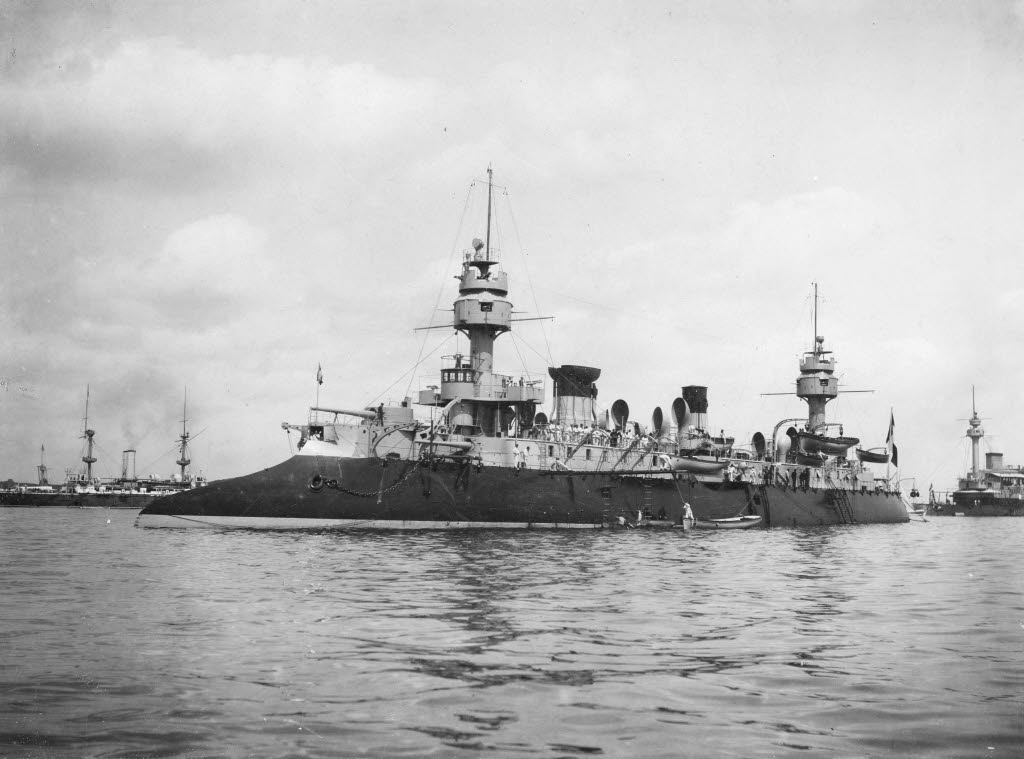
„Dupuy de Lôme” w Kilonii, 1895 rok

„Dupuy de Lôme” miał główną artylerię dwóch kalibrów, w postaci dwóch dział kalibru 194 mm i sześciu dział kalibru 164,7 mm, określanych nominalnie jako 19 cm i 16 cm, umieszczonych w pojedynczych wieżach. Artyleria ta została nietypowo rozmieszczona, gdyż działa 194 mm nie były umieszczone na dziobie i rufie, ale w dwóch wieżach na śródokręciu, rozsuniętych maksymalnie ku burtom. Z kolei działa 164 mm zostały rozmieszczone w dwóch trzydziałowych grupach na dziobie i rufie, z tego środkowe działo w osi podłużnej okrętu, a dwa pozostałe za nim, w wieżach na burtach. W ten sposób w większości kierunków mogło teoretycznie strzelać pięć dział. Oba działa kalibru 194 mm dysponowały kątem ostrzału po 180° i mogły teoretycznie strzelać na wprost do przodu i tyłu, jednakże były to sytuacje wyjątkowe i grożące uszkodzeniami nadbudówek od podmuchu. W pozostałych kierunkach cel mogło ostrzeliwać tylko jedno działo największego kalibru (takie rozmieszczenie dział było prawdopodobnie spowodowane chęcią posiadania maksymalnej siły ognia przy odwrocie, w porównaniu z układem z jedną wieżą na dziobie i drugą na rufie). Dziobowa wieża 164 mm była podwyższona w stosunku do pozostałych i miała kąt ostrzału 270°, aczkolwiek w praktyce ograniczały je nieco żurawiki do układania kotwic na pokładzie. Burtowe wieże grupy dziobowej miały kąt ostrzału 140°, ale praktycznie był on również ograniczony z powodu możliwości uszkodzenia burt i żurawików kotwicznych. W prowadzeniu ognia z tych dział przeszkadzały również sterczące pionowo poprzeczki kotwic ułożonych w położeniu marszowym. Takie same kąty ostrzału miały wieże rufowej grupy, lecz ponieważ były one ustawione w tej samej płaszczyźnie, istniało ryzyko zderzenia się luf dział i uszkodzenia mechanizmów przy braku koordynacji obrotu wież (początkowe plany zakładały ustawienie centralnej wieży w podwyższonej barbecie).
Działa obu głównych kalibrów były nowo opracowane, długolufowe (długość lufy 45 kalibrów), modelu 1887 (mle 1887), z zamkiem śrubowym, zaprojektowane przez firmę Canet. Działa kalibru 194 mm strzelały żeliwnymi pociskami wybuchowymi o masie 75 kg, elaborowanych 5 kg prochu czarnego, a później także stalowymi pociskami o masie 90 kg elaborowanych 4,3 kg melinitu oraz pociskami przeciwpancernymi elaborowanych 1,6 kg melinitu. Szybkostrzelność wynosiła około 1 strzał na minutę. Masa pocisku wybuchowego kalibru 164 mm wynosiła 45 kg (2,1 kg czarnego prochu), a nowszego modelu – 53 kg (3,1 kg melinitu); wprowadzono także pociski przeciwpancerne elaborowane 1 kg melinitu. Prędkość początkowa wynosiła dla obu dział 800 m/s lub 770 m/s dla pocisków nowego modelu. Wieże były cylindryczne, niezrównoważone, opracowane przez firmę Farcot. Obracane były jedynie hydraulicznie, natomiast dla ograniczenia masy, ładowanie i podnoszenie luf (w zakresie od -5 do +15°) było ręczne; wieże były z tego powodu także dość ciasne. Użycie artylerii nie stwarzało jednak większych problemów podczas służby. Magazyny pocisków 164 mm mieściły po 200 na działo i umieszczone były pod pokładem pancernym, natomiast magazyny pocisków kalibru 194 mm mieściły po 160 na działo i umieszczone były nietypowo nad pokładem pancernym, gdyż poniżej znajdowały się kotłownie. Podczas modernizacji w latach 1902–1906 działa otrzymały system przedmuchiwania luf sprężonym powietrzem.
Uzbrojenie pomocnicze średniego kalibru stanowiły cztery szybkostrzelne działa kalibru 65 mm modelu 1891 na pojedynczych odkrytych podstawach na pokładzie nadbudówki, po dwa na burtę, umieszczone na poprzecznym pomoście nad wieżami dział 194 mm i na końcu spardeku, po obu stronach masztu rufowego. Miały one długość lufy L/50 i strzelały pociskami  żelwinymi o masie 4 kg (0,2 kg czarego prochu) lub stalowymi o masie 4,2 kg (0,1 kg melinitu). Działa te były przeznaczone przede wszystkim do odpierania ataków torpedowców, a ich szybkostrzelność wynosiła do 10 strz./min. Dodatkowo między rufowym kominem a masztem mogły być montowane dwa krótkolufowe (L/16) działa desantowe 65 mm mle 1881, które były przewidziane do użycia na lawecie lądowej przez oddziały desantowe. Uzbrojenie artyleryjskie uzupełniało osiem dział 47 mm Hotchkiss M1885 L/40, rozmieszczonych po cztery na niższych marsach bojowych obu masztów, oraz osiem wielulufowych dział 37 mm Hotchkiss, rozmieszczonych po dwa na wyższych marsach bojowych, skrzydłach mostka i nadbudówce dziobowej pod skrzydłami mostka. Lekkie działa na marsach bojowych, stosowane powszechnie w różnych flotach, nie sprawdziły się jednak w praktyce (ich ogień był niecelny, przy tym winda dla pocisków była wrażliwa na uszkodzenia odłamkami pocisków).
W dniach 15–16 października 1896 roku na okręcie prowadzono próby armaty automatycznej 37 mm Maxim, zamontowanej na pokładzie dziobowym na lewej burcie. W toku służby, w 1898 roku zdemontowano podstawy dla krótkolufowych dział desantowych 65 mm wz. 1881 i dwa działa rewolwerowe 37 mm z górnych marsów. Podczas remontu w październiku – listopadzie 1901 roku zdjęto pozostałe dwa działa 37 mm z marsów i działko Maxima. Lekkie uzbrojenie stanowiły wówczas 2 działka 37 mm na skrzydłach mostka, 12 dział 47 mm (8 na marsach, 2 na pokładzie dziobowym i 2 na pokładzie rufowym) i 4 działa 65 mm.
Wzorem innych dużych okrętów tego okresu, „Dupuy de Lôme” posiadał cztery wyrzutnie torpedowe kalibru 450 mm. Były one ruchome, nadwodne, zamocowane w łożyskach kulowych w burtach – po jednej przed pierwszym kominem i za drugim kominem. Strzelały torpedami Mle 1892 o długości 5,05 m i masie 530 kg (w tym głowica 75 kg), które osiągały zasięg 800 m z prędkością 27,5 węzła. Zapas torped wynosił po dwie na wyrzutnię – ogółem osiem. Pierwotnie projekt obejmował nieruchome wyrzutnie torped 356 mm. Uzbrojenie torpedowe na okrętach tej wielkości generalnie jednak nie było przydatne w praktyce, zabierając miejsce, i nawet dowódcy sugerowali później jego usunięcie. W listopadzie 1897 roku zlikwidowano dwie wyrzutnie bliższe rufy, gdyż były umieszczone za nisko nad wodą i rzadko można było ich używać.

### Opancerzenie

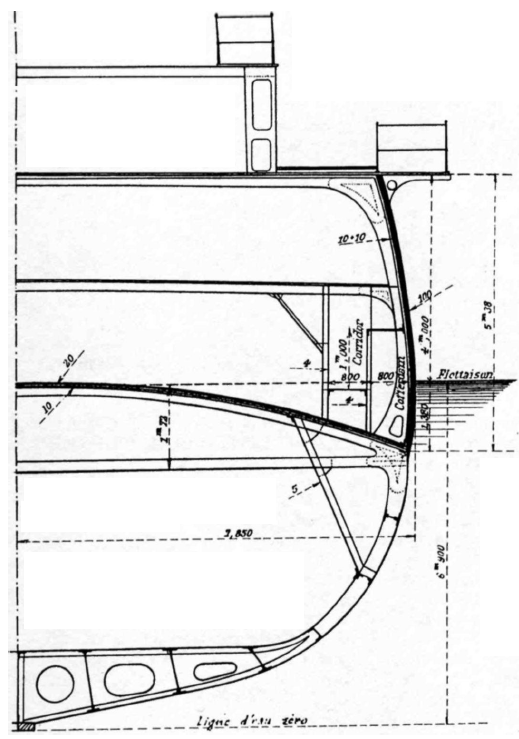
Przekrój kadłuba „Dupuy de Lôme” na śródokręciu, z pogrubionym opancerzeniem

Nowością wprowadzoną na „Dupuy de Lôme” było pełne opancerzenie burt w części nadwodnej, nie ograniczające się do wąskiego pasa w rejonie linii wodnej, jak na wcześniejszych krążownikach pancernych innych państw. Na całej wysokości od pokładu pancernego do pokładu górnego burty były pokryte płytami pancerza grubości 100 mm; jedynie w dolnej części, stykającej się pod wodą z brzegami pokładu pancernego, ich grubość zmniejszała się do 50 mm. Pancerz był przymocowany bezpośrednio do stalowego poszycia burt o grubości 20 mm (dwie warstwy po 10 mm).
Cylindryczne wieże artylerii miały w górnej części pancerz pionowy grubości dookoła 100 mm, a w dolnej części (poniżej ambrazur dział) były chronione przez zewnętrzne nieruchome barbety takiej samej grubości. Wypukły dach wież był wykonany ze stali konstrukcyjnej grubości 20 mm. Pancerzem grubości 100 mm były chronione też szyby amunicyjne pod wieżami kalibru 164 mm (od pokładu pancernego do mieszkalnego cylindryczne, wyżej rozszerzające się lejkowato), natomiast szyby amunicji 194 mm chronił tylko pancerz burtowy.
Pancerz poziomy obejmował wewnętrzny pokład pancerny, w formie „skorupy żółwia”, o profilu łukowym w przekroju poprzecznym. Jego środkowa część przebiegała na śródokręciu na wysokości linii wodnej, a w części dziobowej i rufowej obniżała się 1,38 m poniżej tej linii. Jednocześnie, skosy pancerza schodziły łukami do obu burt, poniżej linii wodnej. Pancerz ten był wykonany ze stali podwyższonej wytrzymałości grubości 20 mm, na podłożu ze stali konstrukcyjnej grubości 10 mm. Pod pokładem pancernym, nad siłownią, był płaski pokład ochronny grubości 8 mm (na wysokości dolnej krawędzi skosów pokładu pancernego), a między nimi były bunkry węglowe. Węgiel ponadto znajdował się w burtowych zasobniach węglowych pod pokładem pancernym, zapewniającym dodatkową ochronę burt.
Pancerzem o grubości 100 mm chroniona była również wieża dowodzenia, aczkolwiek dla zmniejszenia masy miała ona niewielką średnicę 1,5 m (była uważana za ciasną) i była otwarta z tyłu, od strony masztu. Od góry i dołu nie była ona opancerzona. Szyb komunikacyjny prowadzący z wieży pod pokład pancerny miał opancerzenie grubości 35 mm, lecz zaczynało się ono metr poniżej podłogi wieży.
Wykonanie płyt pancernych było zlecone trzem firmom i początkowo były problemy z dostarczeniem płyt wymaganej jakości. Masa pancerza wynosiła 1390 ton i była większa, niż przewidziana w pierwotnym projekcie (1086 t), co spowodowało przeciążenie w stosunku do wyporności projektowej.

### Napęd, systemy i wyposażenie

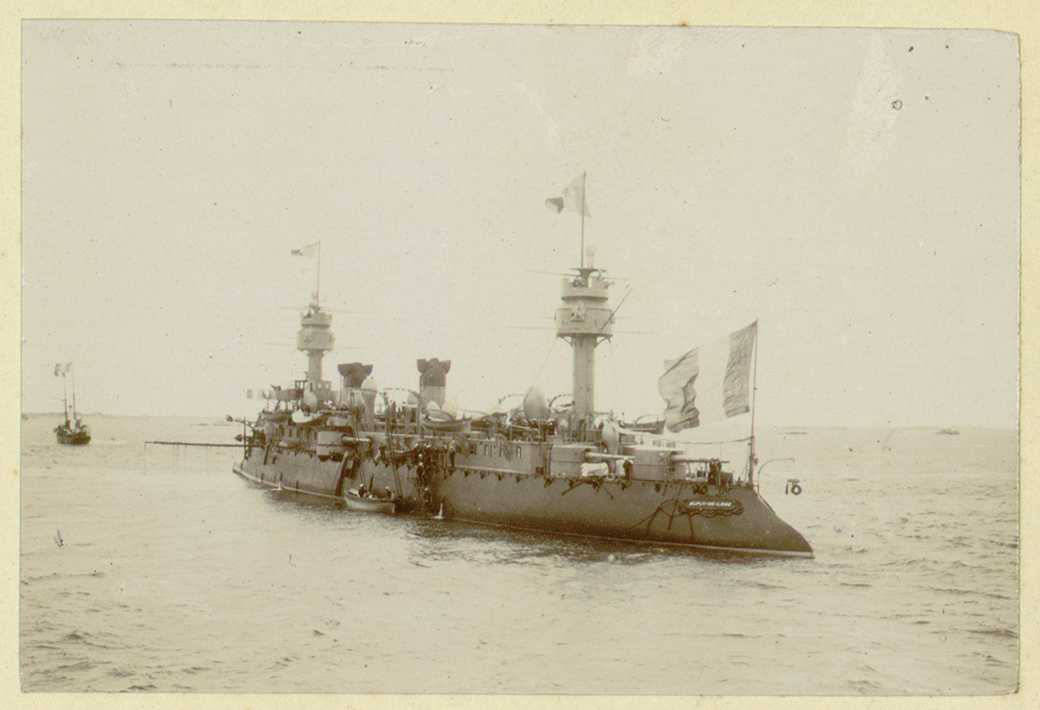
„Dupuy de Lôme” od rufy w 1896 roku

Smukły kadłub w połączeniu z wymaganiami co do prędkości maksymalnej 20 węzłów i zasięgu 5000 Mm, wymusił na konstruktorach zastosowanie rzadziej spotykanego napędu trzyśrubowego, z nietypowym rozmieszczeniem maszyn. Trzy napędzające okręt maszyny parowe potrójnego rozprężania były umieszczone w układzie tandem, w trzech kolejnych przedziałach w części rufowej, za kotłowniami. Pierwsza maszyna napędzała prawoburtową śrubę, druga – lewoburtową, a trzecia – środkową. Przy tym, tylko ostatnia była ustawiona pionowo, a dwie pierwsze były poziome (układ poziomy był rzadziej stosowany z uwagi na nierównomierne zużycie cylindrów i kłopoty z wyważeniem, lecz był on niższy i pozwolił na lepsze wykorzystanie szerokości kadłuba i umieszczenie części zapasu węgla nad maszynowniami). Maszyna napędzająca środkową śrubę miała służyć do prędkości ekonomicznej i miała projektową moc indykowaną ok. 4000 KM (średnice cylindrów: 920, 1400 i 1970 mm), natomiast maszyny poziome miały moc indykowaną po ok. 5000 KM (średnice cylindrów: 890, 1330 i 1970 mm). Ostatecznie po próbach morskich okręt miał boczne śruby o średnicy 3,9 m, a środkową o średnicy 4,1 m (początkowo 4,4 m i 4,2 m).
Parę wytwarzało pierwotnie 11 płomieniówkowych kotłów cylindrycznych typu Admiralicji o maksymalnym ciśnieniu 11,25 atmosfer, ograniczonym jednak po próbach do 9,25 at. Kotły miały długość 6,9 m, średnicę 3 m, dwa paleniska i 450 płomieniówek (więcej, niż w kotłach używanych dotąd we Francji). Początkowo zastosowano paleniska o średnicy 1,3 m, ostatecznie wymienione podczas prób na paleniska Foxa o powierzchni falistej i średnicy 1,2 m. Kotły umieszczono w trzech sąsiadujących kotłowniach: w pierwszej trzy obok siebie w poprzecznym rzędzie, a w pozostałych po cztery. W pierwszej kotłowni były też dwa mniejsze kotły pomocnicze, umieszczone wzdłuż jej przedniej ściany (tyłem do siebie). Kotłownie miały po dwie dmuchawy do forsowania ciągu. Spaliny z pierwszych dwóch kotłowni były odprowadzane przez pierwszy szerszy komin, a z trzeciej – przez drugi komin. Kotły cylindryczne były w tym okresie wypierane już przez nowocześniejsze i wydajniejsze kotły wodnorurkowe, lecz ich zaletą była większa ekonomiczność. Problemy z konstrukcją kotłów opóźniły jednak wejście okrętu do służby, a po ich modyfikacji nie rozwijano na ogół pełnej mocy z powodu obaw przed przeciążeniem. Maszyny natomiast nie sprawiały problemów w toku służby i nie wywoływały nadmiernych wibracji.
Zapas paliwa (węgla) wynosił 1080 ton, co zapewniało zasięg nieco ponad 4000 mil morskich. Z tego, 325 ton umieszczone było w zasobniach burtowych po bokach kotłowni (lub 237 t według raportu dowódcy), a reszta w niskich zasobniach pomiędzy wypukłym pokładem pancernym a znajdującym się u jego podstawy pokładem ochronnym. Rozwiązanie takie dawało dodatkową osłonę od góry, lecz przemieszczanie tego węgla było uciążliwe i przy pełnej prędkości wymagało pracy kilkudziesięciu ludzi.
Po modernizacji w latach 1902–1906, kotły główne i pomocnicze wymieniono na 16 dużych i cztery małe kotły wodnorurkowe Guyot du Temple, o ciśnieniu pary 11,25 at (łączna powierzchnia ogrzewalna od strony wody 2349,1 m², łączna powierzchnia rusztów 58,088 m²). W tym celu gródź między dwoma przednimi kotłowniami została usunięta. Po modernizacji okręt miał trzy proste kominy w równych odstępach (w innych miejscach, niż dotychczasowe), dla każdej kotłowni jeden. W pierwszej kotłowni były cztery małe i cztery duże kotły, w kolejnych – po sześć dużych. W odróżnieniu od poprzedniego układu, kotły były umieszczone w osi podłużnej, parami tyłem do siebie i miały paleniska od strony burt, co ułatwiało podawanie węgla z zasobni burtowych. Kotły te były mniej ekonomiczne od cylindrycznych, lecz zajmowały mniej miejsca, dzięki czemu zwiększono pojemność burtowych zasobni węglowych. Proponowano wcześniej wariant modernizacji z zastosowaniem kotłów wodnorurkowych Belleville i zachowaniem dotychczasowych przewodów kominowych, co uprościłoby prace, lecz nie został on wybrany.
„Dupuy de Lôme” miał pojedynczy półzbalansowany ster, przekładany hydraulicznie lub ręcznie. Ogólnie jego manewrowość była oceniana bardzo wysoko (dzięki posiadaniu środkowej śruby, okręt szybko reagował na ster).
Krążownik był wyposażony w sześć reflektorów systemu Mangina o średnicy 60 cm: w luku w górnej części dziobnicy, na platformach obu masztów, na platformach burtowych za wieżami dział 194 mm i na krańcu pokładu rufowego. Rozmieszczenie reflektorów było jednak krytykowane jako oślepiające obsługi sąsiadujących armat i przez to utrudniające prowadzenie ognia w nocy. Kierowanie reflektorami na masztach było utrudnione i uznawano je za bezużyteczne. Energię elektryczną dla okrętu zapewniały dwie dynamomaszyny.
Z niewiadomych przyczyn zdecydowano się na zastosowanie starszego typu kotwic Admiralicji, mimo stosowania już we flocie francuskiej zajmujących mniej miejsca kotwic patentowych. W efekcie, sterczące pionowo poprzeczki kotwic przenoszonych w położeniu marszowym oraz osprzęt do podnoszenia i układania kotwic, ograniczały pole ostrzału dziobowych dział. Mimo późniejszych prób zmian ułożenia kotwic, w dalszym ciągu rozwiązanie to nie było optymalne (składanie poprzeczek, możliwe po modyfikacji w 1898 roku, było w warunkach morskich utrudnione). Okręt posiadał na wyposażeniu 10 łodzi, w tym 12-metrowy kuter parowy, 12-metrowy barkas parowy, cztery 8-metrowe welboty wiosłowe i cztery 8-metrowe kutry wiosłowe.

### Ocena

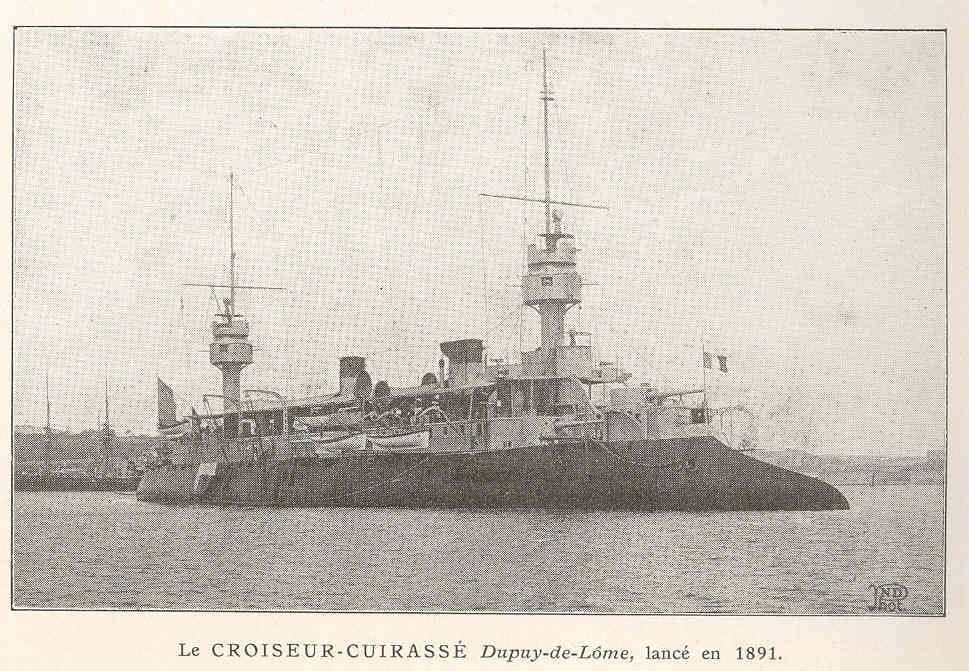
„Dupuy de Lôme” w publikacji z epoki

„Dupuy de Lôme” stanowił krok naprzód w rozwoju krążowników pancernych, będąc pierwszym okrętem odchodzącym od słabo chronionych krążowników z wąskim pasem pancernym (ang. belted cruiser) w stronę bardziej odpornych jednostek o rozległym pancerzu. Jest uważany za pierwszą dojrzałą konstrukcję krążownika pancernego na świecie. W czasie budowy okręt budził dużą sensację specjalistów wszystkich potęg morskich. Wprawdzie koncepcja krążowników z kadłubem całkowicie opancerzonym w części nadwodnej przeciw pociskom wybuchowym nie była kontynuowana, głównie z powodu masy, lecz w dalszych konstrukcjach zaczęto przykładać większą wagę do rozległości opancerzenia. Budowane później jednostki miały przy tym zróżnicowaną grubość opancerzenia, co zwiększało odporność także przeciw pociskom przeciwpancernym, która w przypadku „Dupuy de Lôme” była na średnim poziomie. Nowoczesne w „Dupuy de Lôme” było również rozmieszczenie całej artylerii głównej w wieżach, co zapewniało lepszą ochronę, niż w przypadku dział z maskami pancernymi i pozwalało na uniknięcie częstej wady dział w kazamatach burtowych, jaką było ich zalewanie przy złej pogodzie.
Według założeń, projekt „Dupuy de Lôme” miał połączyć całkowitą ochronę przeciw pociskom wybuchowym, silne uzbrojenie, wysoką prędkość i niezły zasięg, z ograniczoną wypornością i niewygórowanym kosztem budowy. Wskutek narzuconych ograniczeń co do wielkości i kosztów, powstał projekt w pewnym stopniu kompromisowy, w którym w dodatku zastosowano niektóre konserwatywne rozwiązania, jak przestarzałe typy kotłów i kotwic, utrudniających prowadzenie ognia. Potencjalnie niebezpieczne było wymuszone brakiem miejsca umieszczenie magazynów amunicji głównego kalibru nad pokładem pancernym. Wyśrubowane wymagania wobec zastosowanych kotłów cylindrycznych były pośrednią przyczyną problemów z kotłami i znacznego opóźnienia w wejściu do służby krążownika, który przy tym nie osiągnął prędkości projektowej. Długo postulowana modernizacja kotłowni nie przyniosła rezultatów, jakie mogły być osiągnięte, gdyby okręt był od początku projektowany z nowoczesną siłownią. Będąc w dużej mierze jednostką eksperymentalną i nie do końca udaną, „Dupuy de Lôme” nie doczekał się bezpośredniej kontynuacji, a następny francuski typ krążowników pancernych Amiral Charner przedstawiał próbę skonstruowania jeszcze mniejszego i tańszego okrętu. Kolejne zaś francuskie krążowniki pancerne stanowiły większe oceaniczne rajdery.
Mimo stwierdzanych niedostatków, „Dupuy de Lôme” był ogólnie uważany przez jego dowódców za udany okręt, o dużych możliwościach bojowych. Miał przewagę nad głównymi przeciwnikami – brytyjskimi krążownikami pancernopokładowymi i starszymi krążownikami pancernymi, z których jedynie największe (I klasy) mogły stanowić dla niego zagrożenie w ewentualnym starciu, będąc uzbrojone w działa kalibru 234 mm z pociskami przeciwpancernymi.

## Służba

### Wczesna służba we Francji (1895–1901)

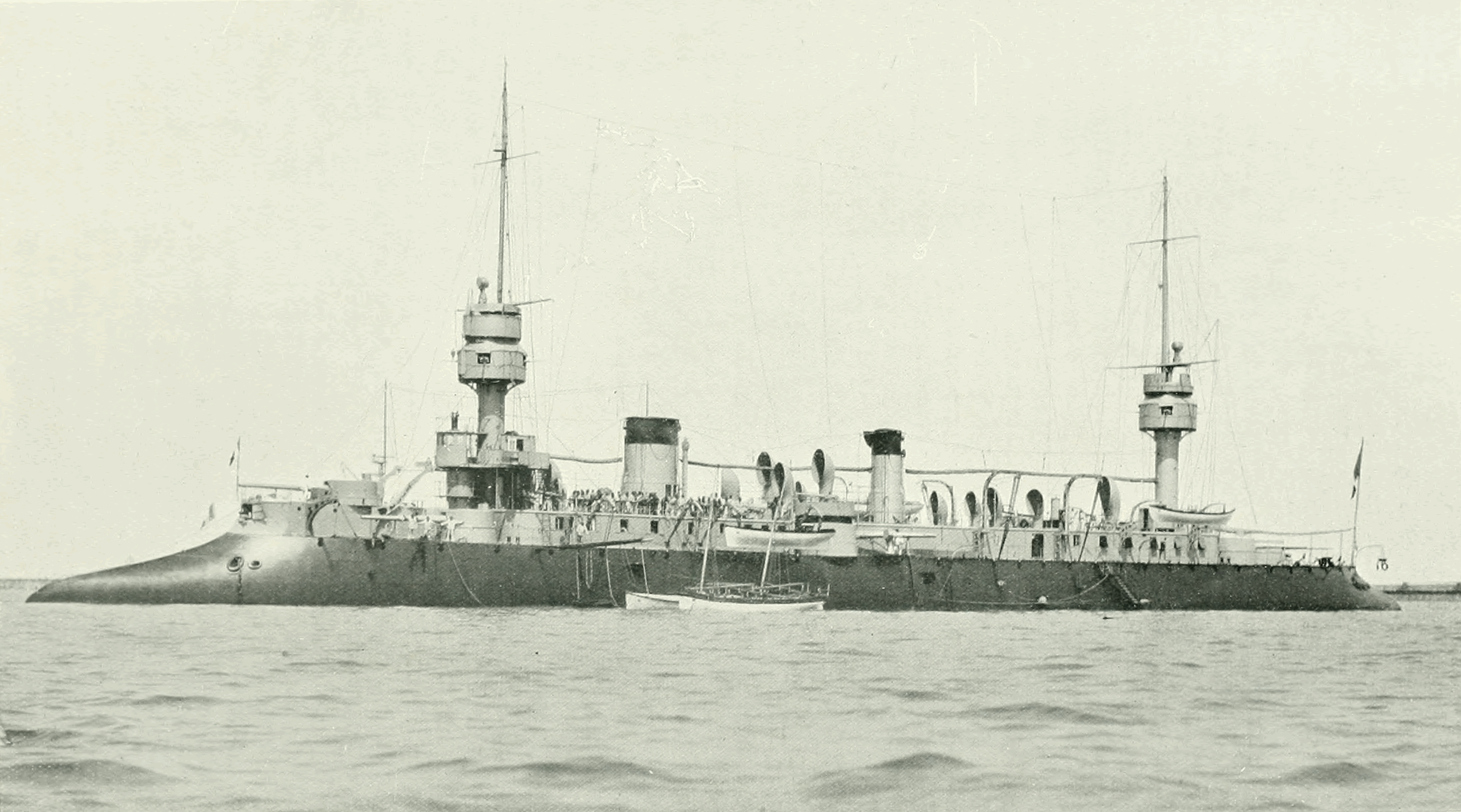
„Dupuy de Lôme” w pierwszym okresie służby

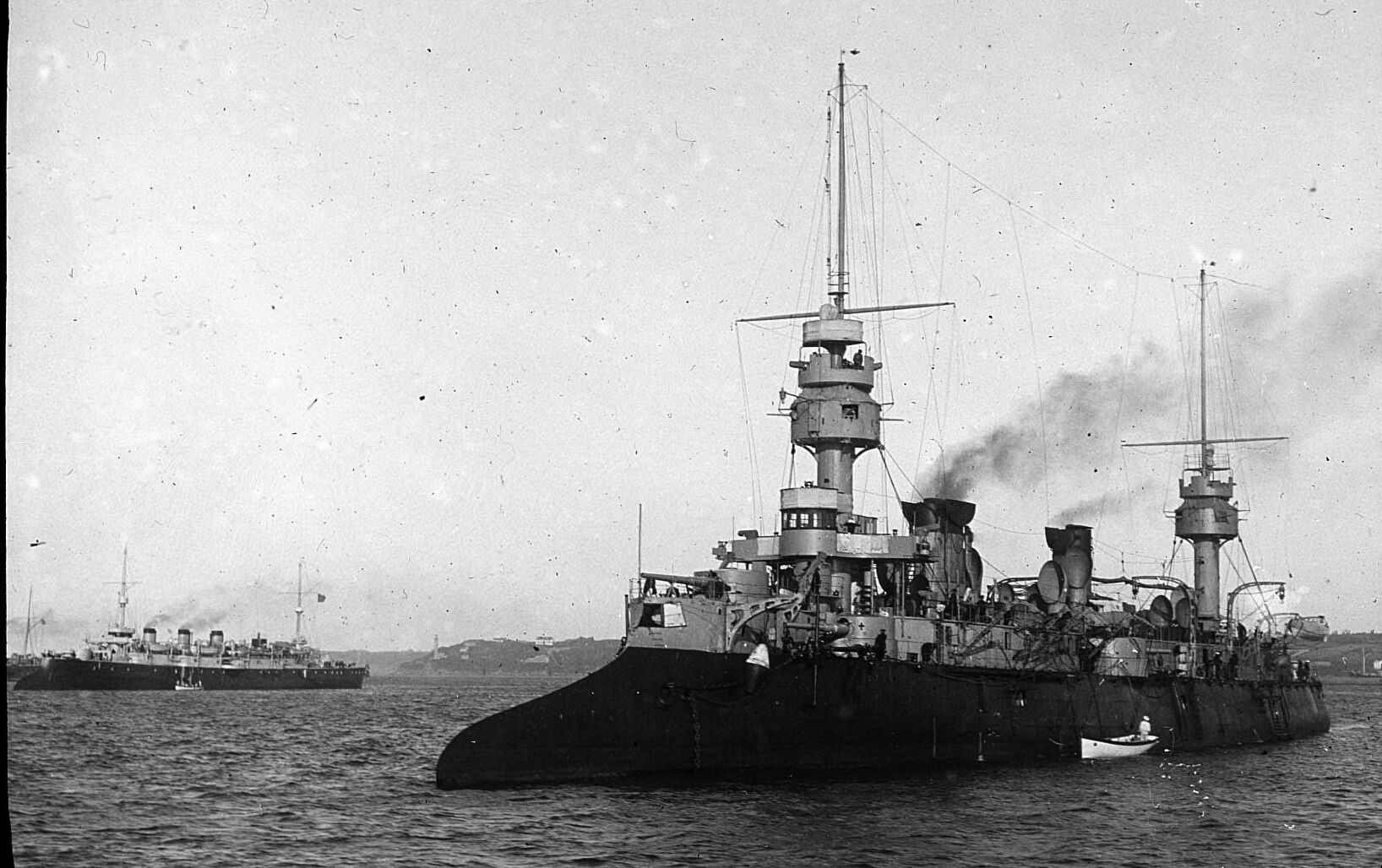
„Dupuy de Lôme” i „Pothuau” na redzie Brestu, lata 1897-1901

6 maja 1895 roku „Dupuy de Lôme” został przydzielony do Eskadry Północnej w Breście. Tuż po wejściu do służby, 11 czerwca 1895 roku „Dupuy de Lôme” wypłynął wraz z pancernikiem „Hoche” i krążownikiem „Surcouf” do Niemiec na uroczystości otwarcia Kanału Kilońskiego. Okręt wywołał tam spore zainteresowanie swoją konstrukcją i sylwetką, przy tym spotkał się tam m.in. ze wzbudzającym podobny rozgłos nowym rosyjskim krążownikiem pancernym „Ruryk”. „Dupuy de Lôme” przebywał w Kilonii do 22 czerwca, po czym powrócił do Brestu. Bazował następnie głównie w Breście lub Cherbourgu, w składzie Eskadry Północnej. W lipcu brał udział w letnich manewrach floty francuskiej (działając w zespole z krążownikiem pancernym „Latouche-Tréville” przeciw zespołowi pancerników i starszych krążowników). W czerwcu 1896 roku „Dupuy de Lôme” w składzie eskadry odwiedził porty hiszpańskie, m.in. Vigo. W sierpniu tego roku służył, po dostosowaniu, jako jacht prezydenta Francji Felixa Faure′a w rejsie po atlantyckim wybrzeżu kraju, a 5 października wziął udział w powitaniu jachtu cara Rosji. W kolejnym roku dowódca okrętu komandor Valery sporządził obszerny memoriał dotyczący postulowanych ulepszeń (m.in. wymiany kotłów, usunięcia bojowych masztów wraz z lekkimi działami, przestawienia reflektorów, powiększenia wieży dowodzenia, usunięcia dwóch wyrzutni torped), lecz większość z nich nie doczekała się realizacji w toku dalszej służby.
W zastępstwie krążownika „Bruix”, który doznał awarii maszyny, „Dupuy de Lôme” wziął udział w wizycie prezydenta Felixa Faure′a w Rosji w sierpniu 1897 roku (wyszedł w morze później, z przeładowanymi z „Bruix” prezentami na pokładzie i dogonił eskadrę francuską w składzie krążowników „Pothuau” i „Surcouf” dopiero 23 sierpnia 1897 roku tuż przed Kronsztadem). Eskadra wyruszyła z powrotem 27 sierpnia. Od 27 października 1897 roku do 3 stycznia 1898 roku w Breście okręt był poddany niewielkiemu remontowi. Zamontowano wówczas także stępki przechyłowe, które zmniejszyły przechyły o około połowę i wywarły korzystny skutek na stabilność prowadzenia ognia. Wydłużono też stengi masztów.
Oprócz normalnych rejsów szkoleniowych u wybrzeży północno-zachodniej Francji, „Dupuy de Lôme” odwiedził w czerwcu 1899 r. w składzie Eskadry Północy Portugalię i Hiszpanię, po czym ponownie odwiedził Hiszpanię w sierpniu-wrześniu 1900 roku. Między 30 stycznia a 4 lutego 1901 roku krążownik przebywał na redzie Spithead, przywożąc francuską delegację do Wielkiej Brytanii na pogrzeb królowej Wiktorii. Podczas manewrów floty francuskiej w lipcu i sierpniu 1901 roku, połączonych także z wizytą w Portugalii, Hiszpanii i Maroku (Tanger), „Dupuy de Lôme” pierwszy raz przebywał na Morzu Śródziemnym i odwiedził śródziemnomorskie wybrzeże Francji. W 1901 roku zdjęto ostatecznie działa 37 mm z marsów bojowych.

### Modernizacja i dalsza służba (1902–1911)

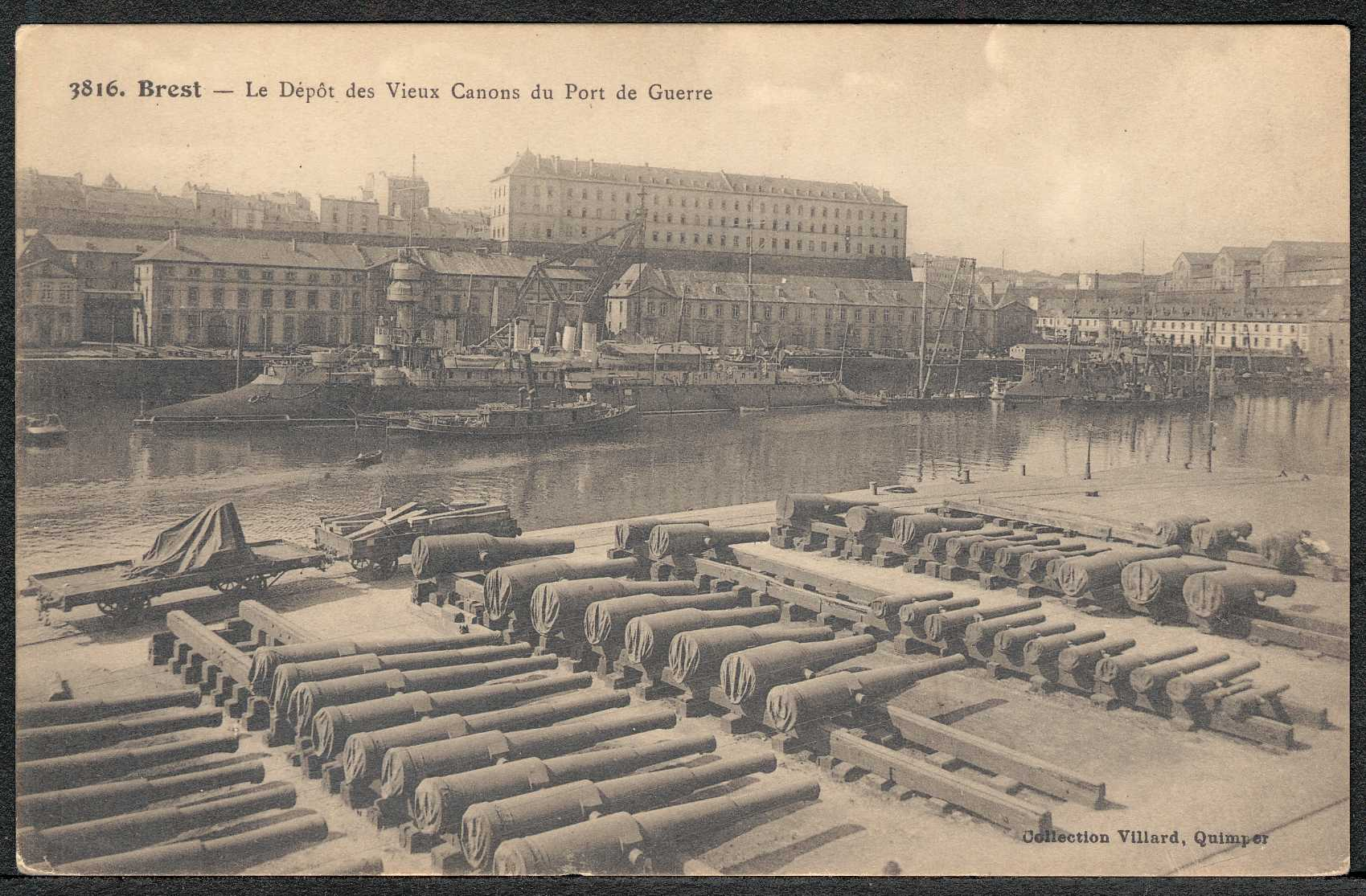
Słabej jakości pocztówka przedstawiająca „Dupuy de Lôme” w Breście po modernizacji z 1906 roku

W latach 1902–1906 okręt poddano długo oczekiwanej modernizacji, wymieniając kotły na nowocześniejsze wodnorurkowe, co pociągnęło zmianę sylwetki z dwukominowej na trzykominową. Zdjęto również rufowy maszt bojowy, zastępując go lekkim masztem sygnałowym, a działa 47 mm z jego marsu bojowego przeniesiono na rufowy mostek. Prace trwały długo, gdyż w świetle budowy nowych krążowników pancernych, nie były one już priorytetowe. Okręt rozpoczął próby morskie po modernizacji 7 czerwca 1906 roku. Modernizacja jednak nie spełniła oczekiwań i nie okazała się udana – podczas prób dwugodzinnych 2 sierpnia osiągnięto tylko moc indykowaną 12 887,5 KM i prędkość 18,6 węzła. Przy tym, pogorszyła się znacznie dzielność morska na skutek zwiększenia się obciążenia części dziobowej (okręt zarywał dziobem w fale, płynąc naprzeciw fali, a bryzgi utrudniały prowadzenie ognia z dział dziobowych). Przyczynę nieosiągnięcia oczekiwanej mocy siłowni upatrywano w dużych stratach w przewodach doprowadzających parę z kotłów. Rozważano w kolejnych latach podniesienie ciśnienia w kotłach do 13 atmosfer, lecz ostatecznie zrezygnowano z tego z uwagi na niedostosowanie do takiego ciśnienia przewodów doprowadzających parę i maszyn. Nie doszła do skutku także postulowana modernizacja wieży dowodzenia, masztu dziobowego i wymiana śrub napędowych, z uwagi na wiek okrętu i nieopłacalność. Jedynie poprawiono własności morskie okrętu, zmniejszając balast na dziobie i przywracając przez to przegłębienie na rufie.
„Dupuy de Lôme” został przyjęty do służby po modernizacji 4 października 1906 roku. Mimo to, w tym okresie nie służył aktywnie. Dopiero 1 października 1908 roku okręt przydzielono do służby kolonialnej w Maroku (na miejsce krążownika „Kleber”) i 5 grudnia przebazował on z Brestu do Tangeru. Stan techniczny okrętu jednak pogarszał się, zwłaszcza dotyczyło to stanu części podwodnej, na skutek korozji. 13 września 1909 roku „Dupuy de Lôme” zawinął na remont do Lorient, gdzie został następnie wycofany do rezerwy i dokowany. Oceniano, że korozja miała prawdopodobnie charakter galwaniczny i była spowodowana cumowaniem podczas modernizacji obok okrętu z miedzianym obszyciem dna. Z uwagi na rozmiar wymaganych robót i niewielką już wartość bojową krążownika, w październiku 1909 roku podjęto decyzję o wycofaniu go ze służby. Został wycofany ze służby i przeniesiony do specjalnej rezerwy 14 listopada 1909 roku. 20 marca 1910 roku został przeznaczony do kasacji, lecz dopiero 20 lutego 1911 roku Rada Najwyższa marynarki postanowiła skreślić go z listy floty i przystąpić do rozbiórki siłowni, do czego jednak nie doszło.

### Epizod peruwiański
W tym czasie, wiosną 1911 roku kupnem krążownika we Francji zainteresował się rząd Peru, zaniepokojony zamiarem zakupu krążownika „Umbria” we Włoszech przez sąsiedni Ekwador. Peru chciało kupić okręt typu Montcalm, lecz Francja odmówiła jego sprzedaży, oferując w zamian „Dupuy de Lôme”. 29 czerwca 1911 r. Peru zdecydowało się zakupić okręt i zajęto się negocjowaniem umowy. Cenę ustalono na 3 miliony franków oraz około 700 000 franków na koszty koniecznego remontu w bazie Lorient i prób. Wymianę poszycia kadłuba i próby odbiorcze prowadzono od 31 stycznia do 6 marca 1912 r. Wykazały one, że maszyny okrętu były w dobrym stanie. W połowie 1912 roku przybyła do Francji peruwiańska załoga i 12 września doszło do formalnego przekazania okrętu Peru w bazie Lorient. Podniesiono na nim banderę i otrzymał on nazwę „Commandante Aguirre”, na cześć peruwiańskiego oficera marynarki, który zginął na monitorze „Huascar” w bitwie koło Angamos. W tym czasie odpadło jednak zagrożenie morskie ze strony Ekwadoru, gdyż krążownik „Umbria” został zakupiony przez Haiti, i Peru, które zapłaciło tylko pierwszą ratę 1 miliona franków, zaczęło zwlekać z odbiorem okrętu i zapłatą reszty ceny. Wymiana not dyplomatycznych nie przynosiła skutku; krążownik stał nadal w Lorient, a peruwiańska załoga stopniowo zaczęła wracać do kraju. Stan ten nie uległ zmianie do wybuchu I wojny światowej w sierpniu 1914 roku.
Wiosną 1915 roku francuska marynarka rozważała przywrócenie okrętu do służby, wzorem innych starych krążowników, lecz w połowie 1916 roku zrezygnowano z tych planów z powodu jego nieuregulowanej sytuacji prawnej, a nadto wymagania trzech miesięcy na doprowadzenie go do stanu bojowego oraz obłożenia stoczni w Lorient innymi pracami. Ostatecznie 17 stycznia 1917 r. Peru zwróciło formalnie okręt Francji, przy tym zapłacony milion franków uznano za pokrywający koszty remontu i utrzymania okrętu (wycenione na ok. 900 000 franków). Francja także zobowiązała się, że w razie sprzedaży okrętu za sumę większą od 400 000 franków (wartości złomu w chwili sprzedaży go Peru), nadwyżkę przekaże rządowi Peru.

### Przebudowa na statek handlowy
Pomimo planów, okręt nie został sprzedany na złom, lecz w kolejnych miesiącach interesowało się nim kilku potencjalnych kupców z zamiarem przebudowy na statek handlowy. Ostatecznie w październiku 1918 roku były krążownik został zakupiony przez belgijskiego Lloyda. Przebudowę zlecono stoczni Forges et Chantiers de la Gironde w Bordeaux. Przebudowa okrętu takiej klasy na statek była bezprecedensowa i miała częściowo charakter eksperymentalny, szczególnie zainteresowana była nią marynarka wojenna jako sposobem pozbywania się starych jednostek. Oprócz usunięcia uzbrojenia, zdjęto opancerzenie tam, gdzie można było to wykonać bez osłabienia kadłuba. Nad taranową dziobnicą dobudowano nowy klasyczny dziób, z pionową stewą, w którym znalazły się pomieszczenia marynarzy. Zlikwidowano pierwszą i drugą kotłownię oraz pierwszą i drugą maszynownię, pozostawiając tylko jedną kotłownię i jedną maszynę napędzającą środkowy wał śruby. W miejscach zlikwidowanych pomieszczeń siłowni oraz komór amunicyjnych utworzono ładownie. Przebudowa zmieniła całkowicie sylwetkę jednostki; z nową wyspową nadbudówką z kominem pośrodku i z bomami ładunkowymi nabrała ona wyglądu statku cywilnego, wyróżniając się jedynie nietypową formą zachowanej rufy i dośrodkowym pochyleniem burt. Statek otrzymał nazwę „Peruvier” (Peruwiańczyk), ewidentnie związaną z przebiegiem jego służby.
Służba statku okazała się krótka i pechowa. Został on przekazany armatorowi w grudniu 1919 roku. 27 stycznia 1920 roku wypłynął on z Cardiff do Rio de Janeiro z ładunkiem 5000 ton węgla. Już następnego dnia zawinął on do Falmouth w celu napraw. Po opuszczeniu tego portu 14 lutego, na Atlantyku doszło do awarii siłowni, po czym statek został odholowany 20 lutego przez hiszpański parowiec „Leon y Castillo” do Las Palmas. W celu dostarczenia ładunku na miejsce, został on następnie zaholowany tam przez Atlantyk przez zapewniony przez armatora parowiec „Casconiere”. Do miejsca przeznaczenia dotarł 1 czerwca 1920 r., lecz wówczas okazało się, że węgiel w trzeciej ładowni zapalił się. Pożar ugaszono 19 czerwca, a 18 listopada 1920 r. nadal niesprawny statek został przyholowany przez „Casconiere” do Antwerpii, gdzie został odstawiony na około dwa lata. Ostatecznie, po sprzedaży holenderskiej firmie na złom, dawny „Dupuy de Lôme” został złomowany we Vlissingen.

### Dowódcy
Wszyscy dowódcy w randze komandora (Capitaine de vaisseau).
- kmdr Yuge[c]: 1895 r. – 15 listopada 1896 r.
- kmdr Léon Valéry: 15 listopada 1896 r. – 17 marca 1898 r.
- kmdr Joseph Bugard: 17 marca 1898 r. – 17 marca 1900 r.
- kmdr Jean Bellue: 17 marca 1900 r. – 1902 r.
- kmdr Loius Thomas: 17 marca 1902 r. – 1906 r. (modernizacja)
- kmdr Miniac: 1906 r. – 1908 r.
- kmdr Ytier: 1908 r. – 1909 r.